# Distretto di Casca
Il distretto di Casca è un distretto del Perù nella provincia di Mariscal Luzuriaga (regione di Ancash) con 4.301 abitanti al censimento 2007 dei quali 212 urbani e 4.089 rurali.
È stato istituito il 17 ottobre 1944.